# Bankisus elegantulus
Bankisus elegantulus is een insect uit de familie van de mierenleeuwen (Myrmeleontidae), die tot de orde netvleugeligen (Neuroptera) behoort. 
Bankisus elegantulus is voor het eerst wetenschappelijk beschreven door Esben-Petersen in 1936.